# Gaetano Zumbo

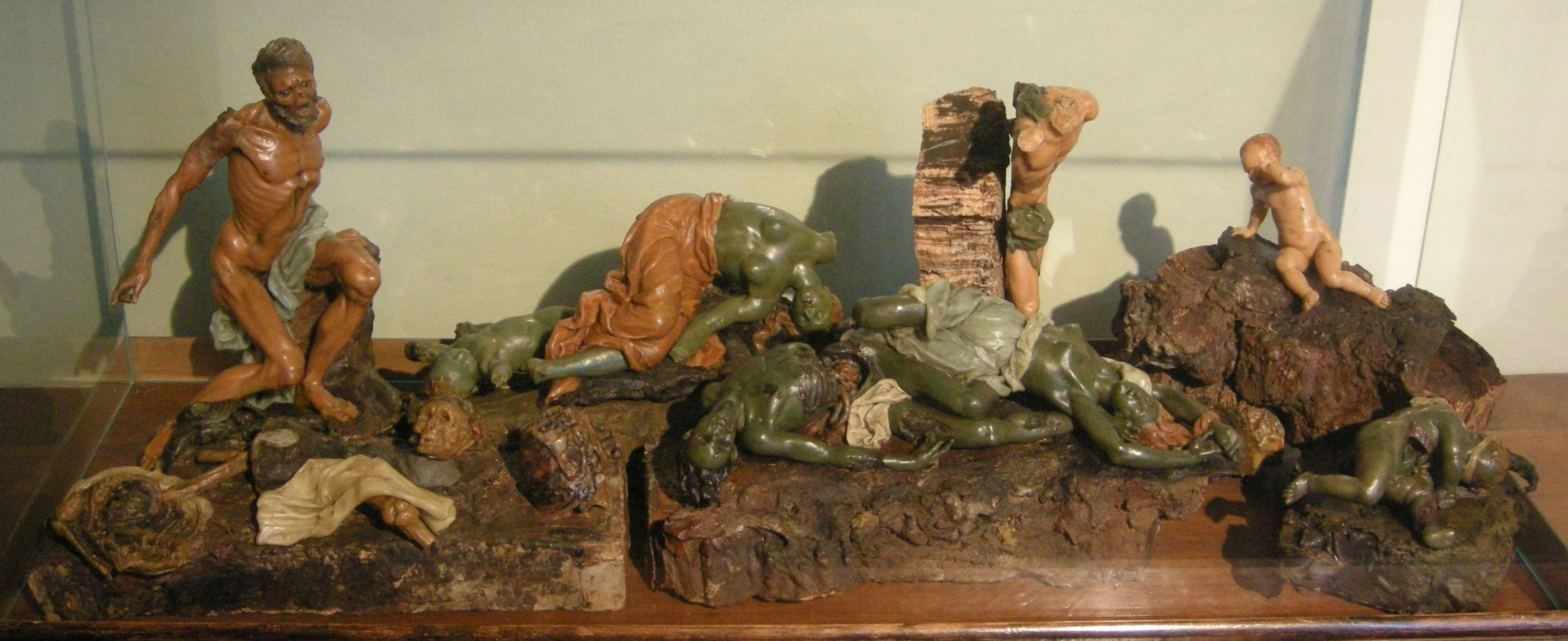
Il Morbo Gallico

Gaetano Zumbo (* 1656 in Syrakus, Italien; † 1701 in Paris) war ein italienischer Wachsbildner, der sich vor allem auf die Darstellung der Verwesung des menschlichen Körpers spezialisierte.

## Leben
Gaetano Zumbo war ein Mönch aus Syrakus, der als Autodidakt anatomische Darstellungen aus Wachs schuf und künstlerisch anordnete. Unter anderem schuf er eine Geburt des Heilandes und eine Kreuzabnahme. Einen sehr naturgetreu nachgebildeten Menschenkopf Zumbos kaufte Ludwig XIV., der ihm 1701 ein eigenes Privileg für derartige Werke gewährte. Gaetano Zumbo schuf mehrere Darstellungen verwesender menschlicher Körper für den Großherzog Cosimo III. Medici. Er war damit einer der frühesten medizinisch interessierten Wachsbildner. Zumbos Leben wurde in dem 2010 erschienenen Roman La splendeur de soleil von Christine Brusson dargestellt.
Eine Sammlung von Wachskunstwerken Zumbos befindet sich im Zoologischen und Naturgeschichtlichen Museum La Specola in Florenz.

## Werke und Reaktionen

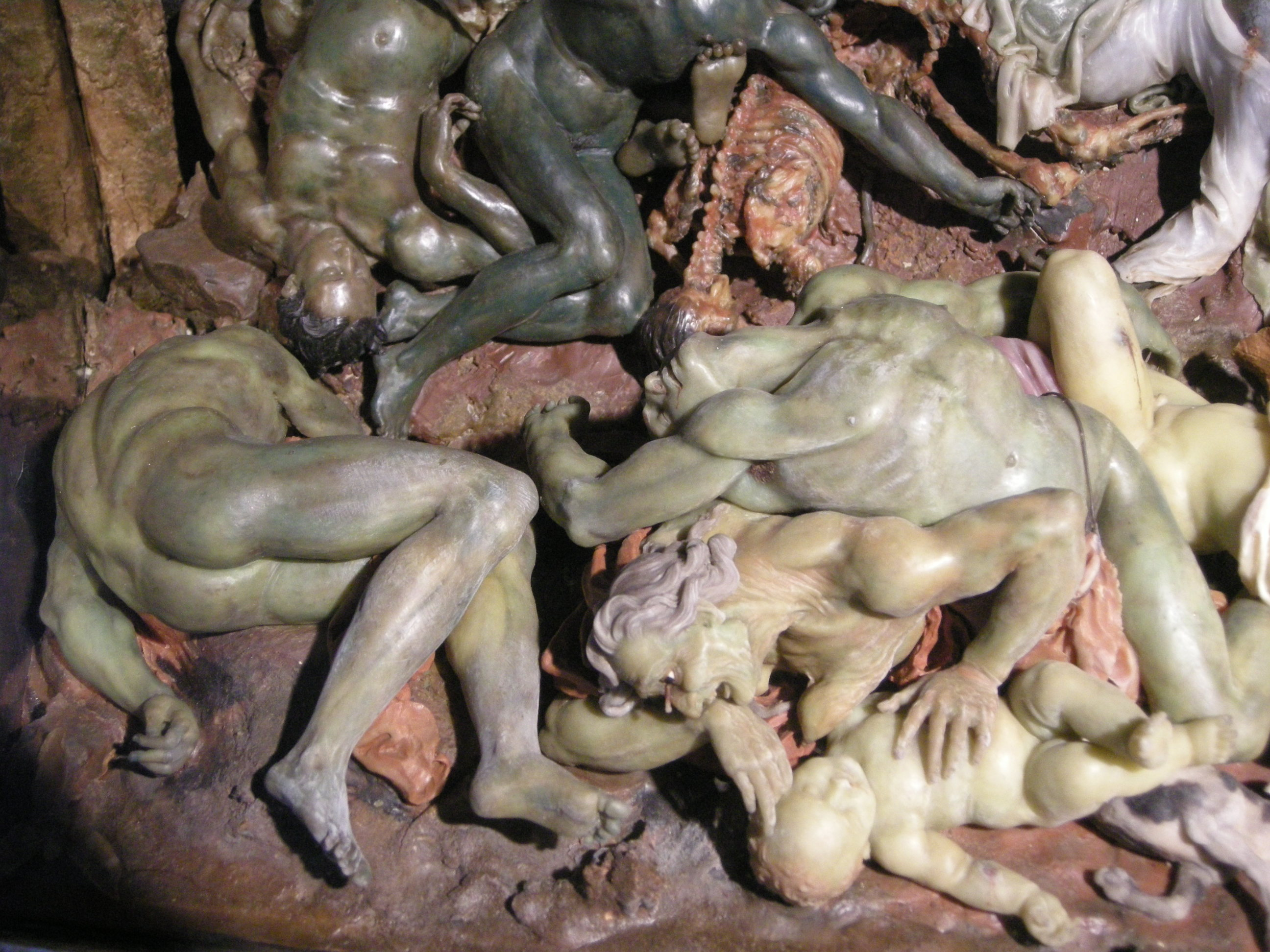
La Peste, Detail

Das Imperiale Reale Museo di Fisica e Storia Naturale, heute als La Specola bekannt, wurde 1775 in Florenz eröffnet. Zu den Besuchern und Bewunderern der dort ausgestellten Körper aus Wachs zählten Johann Wolfgang von Goethe und Joseph II. Letzterer schuf in Wien eine anatomische Lehrsammlung nach dem Florentiner Vorbild, wohingegen es Goethe nicht gelang, die Einrichtung einer ähnlichen Institution in Berlin durchzusetzen.
Ausgestellt sind in Florenz unter anderem Zumbos in Neapel geschaffene Werke La Peste und Il Trionfo del Tempo, beide zwischen 1687 und 1691 entstanden, sowie die in Florenz zwischen 1691 und 1694 gestalteten Tableaus La Vanità della Gloria Umana und Il Morbo Gallico (Syphilis). Diese Halbreliefs sind alle etwa 85 × 90 Zentimeter groß und 46 Zentimeter tief; Il Morbo Gallico ist nicht vollständig erhalten. Verschollen ist La Corruzione, ein Werk, das die Stadien der Verwesung toter Körper darstellte.

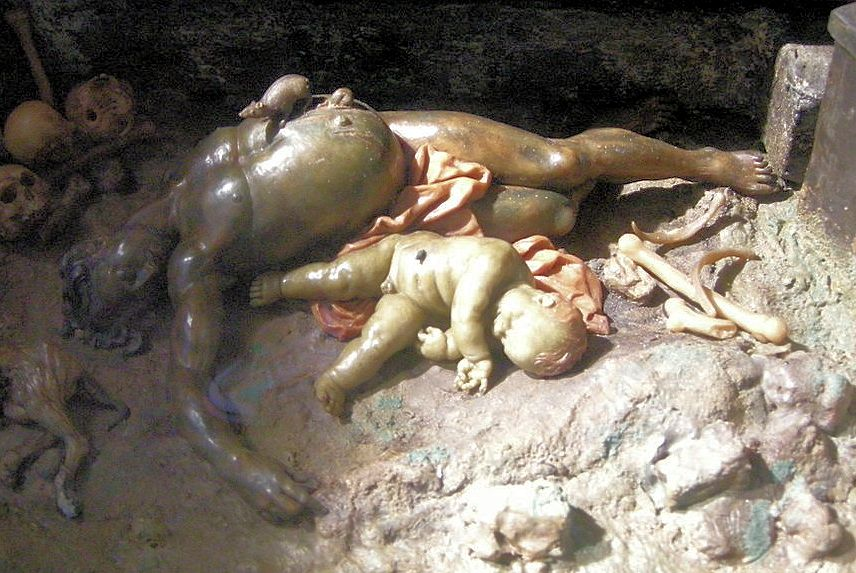
La Vanità, Detail

Doch führt auch das mit Allegorien der Vergänglichkeit geradezu überladene Tableau La Vanità della Gloria Umana den Verfall von Leichnamen überaus anschaulich vor Augen. In einem ruinösen Grabgewölbe ist ganz links ein aus einem Sarkophag quellender fauliger Männerleichnam zu sehen, zu dessen Füßen Schädel, ein Hundekadaver und weitere verwesende menschliche Körper liegen, an denen sich Ratten delektieren. Das letzte Stadium der Zersetzung ist durch ein Skelett dokumentiert, das in einer aufgebrochenen Grabskulptur zu sehen ist. Auf einem Podest steht eine Urne. Eine weibliche Personifikation der Melancholie aus Marmor sitzt oberhalb dieser Szenerie. Vom Tageslicht beschienen, wirkt diese Statue nahezu lebensvoll. Hinweise auf den Auferstehungsglauben oder christliche Symbole sind in diesem Memento mori nicht anzutreffen, dafür aber „fast alle Grenzphänomene [...], die von Aufklärung und Klassizismus aus dem Feld des Schönen ausgeschlossen werden“ – was beispielsweise bei Herder auf heftige Ablehnung stieß.
Andere Betrachter der makabren Szenerien dagegen äußerten sich positiv: Schon vor der Eröffnung des Museums in Florenz besichtigte Georg Keyßler Zumbos Werke und stellte 1740 fest: „So unangenehm der menschlichen Eigenliebe ein solcher Schauplatz ist, so vortrefflich ist hingegen die Arbeit, welche alles in [sic!] kleinen ausdrücket, und man kann sich kaum müde daran sehen.“

## Tradition der Wachsbildnerei
Wachs als Modellier- und Gussmaterial war schon im alten Ägypten bekannt und wurde unter anderem zur Einbalsamierung von Mumien verwendet; im antiken Griechenland und Italien wurden Götterbilder, Masken und andere Gegenstände aus Wachs hergestellt, darunter auch wächserne Votivgaben für Tempel und Heilstätten. Während des Hellenismus wurde Wachs erstmals auch als Material für plastisch ausgeformte Porträts verwendet, die in der Regel noch mit dem Totenkult in Verbindung standen. Erst in der Zeit der Renaissance wurde Wachs auch für wissenschaftliche Zwecke verwendet. Leonardo da Vinci nutzte es, um Herz- und Hirnventrikel auszugießen; Frederik Ruysch injizierte es in die Blutbahnen seiner Präparate, um gefüllte Blutgefäße darzustellen. Ruysch lebte von 1638 bis 1731 und war damit ein Zeitgenosse Zumbos.
Der Flame Andreas Vesalius begründete im 16. Jahrhundert in der Universität von Padua die moderne Anatomie. Erkenntnisse, die durch Sektionen und andere naturwissenschaftliche Beobachtungen gewonnen worden waren, wurden durch Wachskunstwerke wie die Zumbos festgehalten und anschaulich gemacht. Im 18. Jahrhundert folgten Wachsbildner wie Ercole Lelli, Giovanni Manzolini und Anna Morandi in Bologna dieser Tradition. Etwa 200 Leichen sollen nötig gewesen sein, um ein einziges anatomisches Wachsmodell zu gestalten. In Florenz waren außer Zumbo noch Ludovico Cigoli, ein sehr früher Vertreter der Wachsbildnerei, und im 18. Jahrhundert Clemente Susini auf diesem Gebiet tätig.

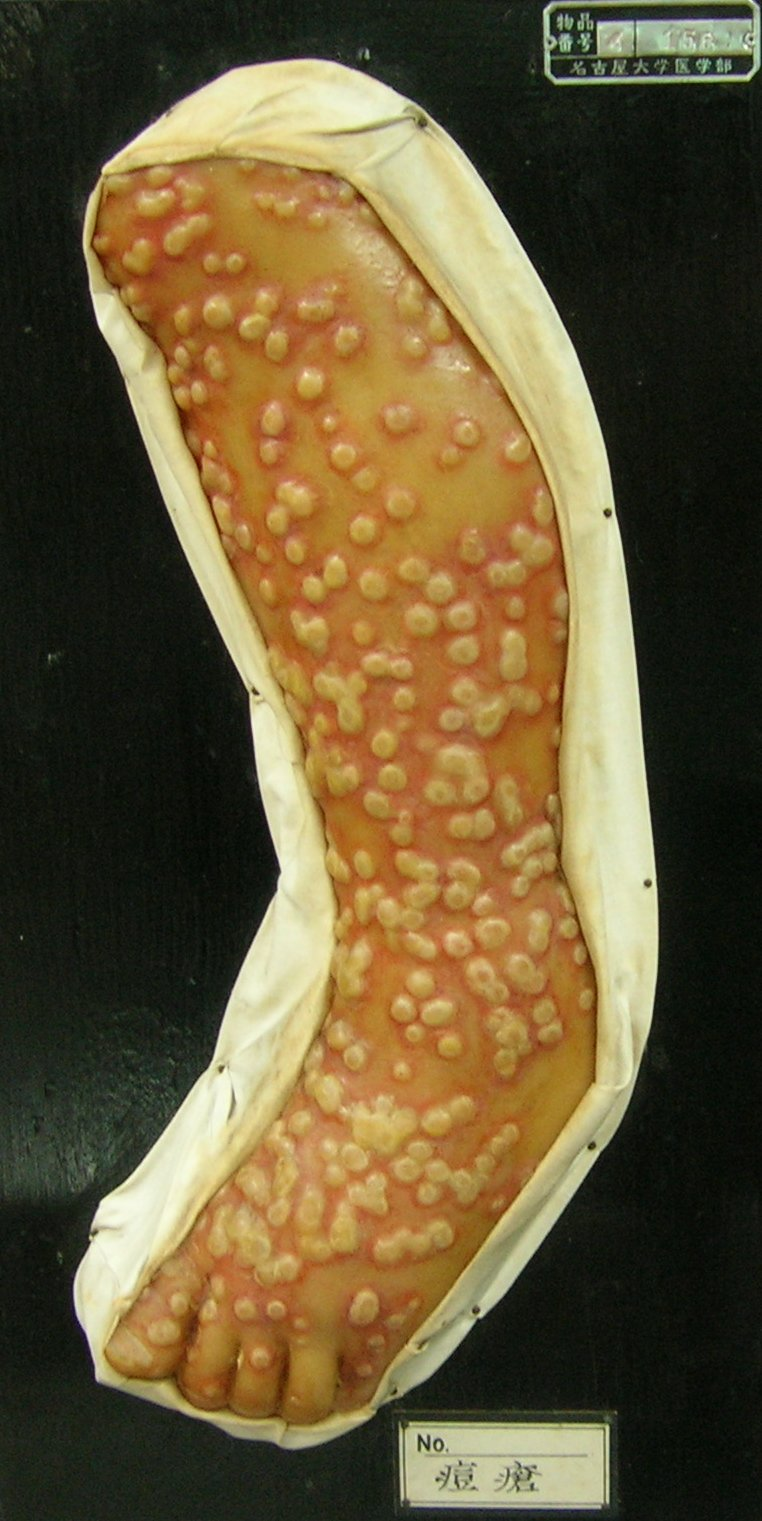
Moulage

Zu Beginn des 19. Jahrhunderts wurden erste Moulagen hergestellt, um krankhaft veränderte Körperregionen zu zeigen. Dies geschah unabhängig voneinander an verschiedenen Orten, so in Jena durch Franz Heinrich Martens, in London durch Joseph Towne und in Wien durch Anton Elfinger. 1889 wurden auf dem ersten internationalen „Congress für Dermatologie und Sypholographie“ in Paris mehr als 2000 Stücke aus der Moulagensammlung von Jules Pierre Francois Baretta gezeigt. In der Folgezeit wurden an zahlreichen medizinischen Zentren ähnlich Sammlungen angelegt, oft mit fachspezifischer Ausrichtung. An größeren Kliniken wurden zu diesem Zweck eigens Mouleure angestellt. Bis in die 1940er Jahre wurden Moulagen als Lehrmittel verwendet. Neben Verlusten durch den Zweiten Weltkrieg wurden die Sammlungen auch durch das Aufkommen der Farbdiafotografie dezimiert, die in der Nachkriegszeit die pflegeaufwändigen Moulagen bald verdrängte. Eine Renaissance als kultur- und medizinhistorisch interessante Dokumente und Museumsstücke erlebten Moulagen ab den 1990er Jahren. Mittlerweile werden sie auch wieder verstärkt in der Lehre genutzt und mitunter sogar neu angefertigt.